# Konsum Jämtland
Konsum Jämtland var en konsumentförening för Jämtland.
Den första konsumtionsföreningen i Jämtland grundades 1899 i Järpen. Konsum Jämtland räknade däremot sitt grundade till den 6 mars 1909 och bildandet av Östersunds kooperativa handelsförening. Namnet ändrades 1939 till Östersunds konsumtionsförening och 1961 till Konsum Östersund. 1966 genomfördes en fusion och Konsum Jämtland bildades.
Under 2005 uppgick Konsum Jämtland i Konsum Nord, som därefter omfattade Jämtland, Västerbotten och Västernorrland.
Som mest hade föreningen ett hundratal butiker, men det hade minskat till ett tjugotal i samband med fusionen.
Föreningens bildarkiv deponeras av Jamtli och har delvis digitaliserats och tillgängliggjorts på Internet.

## Källhänvisningar
1. ↑  ”Bildbeskrivning hos Jamtli”. Arkiverad från originalet den 7 november 2018. https://web.archive.org/web/20181107010148/http://bildarkivet.jamtli.com/bild.aspx?page=1&lan=J%C3%A4mtlands+l%C3%A4n&plats=storgatan+39&extra=kooperativa&rader=3&Kolumner=5&numinset=1&FotoId=2629. Läst 6 november 2018.
2. ↑  De första 90 åren, Från bygden, blogg från Östersunds bibliotek
3. ↑  Konsum Östersund m.o.  (1909 – 1966) Arkiverad 7 november 2018 hämtat från the Wayback Machine., Riksarkivet
4. ↑  Konsumföreningar i norr går samman, Dagens Nyheter, 30 augusti 2005
5. ↑  Konsum Jämtland och Konsum Nord på väg mot fusion Arkiverad 6 november 2018 hämtat från the Wayback Machine., Kooperativa förbundet, 23 juni 2005
6. 1 2  Konsums bildarkiv en växande guldgruva Arkiverad 7 november 2018 hämtat från the Wayback Machine., Östersunds-Posten, 19 december 2009